# Adis Jahowiḱ
Adis Jahowiḱ, maced. Адис Јаховиќ (ur. 18 marca 1987 w Skopju) – macedoński piłkarz, grający na pozycji napastnika, reprezentant Macedonii.

## Kariera piłkarska

### Kariera klubowa
Wychowanek Wlazrimi Kiczewo, w barwach którego w 2006 rozpoczął karierę piłkarską. Wkrótce został zaproszony do klubu Makedonija Skopje. Podczas przerwy zimowej sezonu 2007/08 przeszedł do bośniackiego FK Željezničar. Potem występował w Veležu Mostar, po czym przeniósł się do FK Sarajevo. Latem 2011 wyjechał do Szwajcarii, gdzie bronił barw FC Wil. W sezonie 2012/13 grał na zasadach wypożyczenia w FC Zürich. 1 września 2013 podpisał roczny kontrakt z ukraińską Worskłą Połtawa. 2 czerwca 2014 przeszedł do HNK Rijeka, a wkrótce 31 sierpnia 2014 do Krylii Sowietow Samara.

### Kariera reprezentacyjna
Występował w reprezentacji Macedonii. Łącznie rozegrał 5 gier i strzelił 1 gola.

## Sukcesy i odznaczenia

### Sukcesy klubowe
- wicemistrz Bośni i Herzegowiny: 2011
- zdobywca Pucharu Macedonii: 2006